# Lucie Lagerbielke

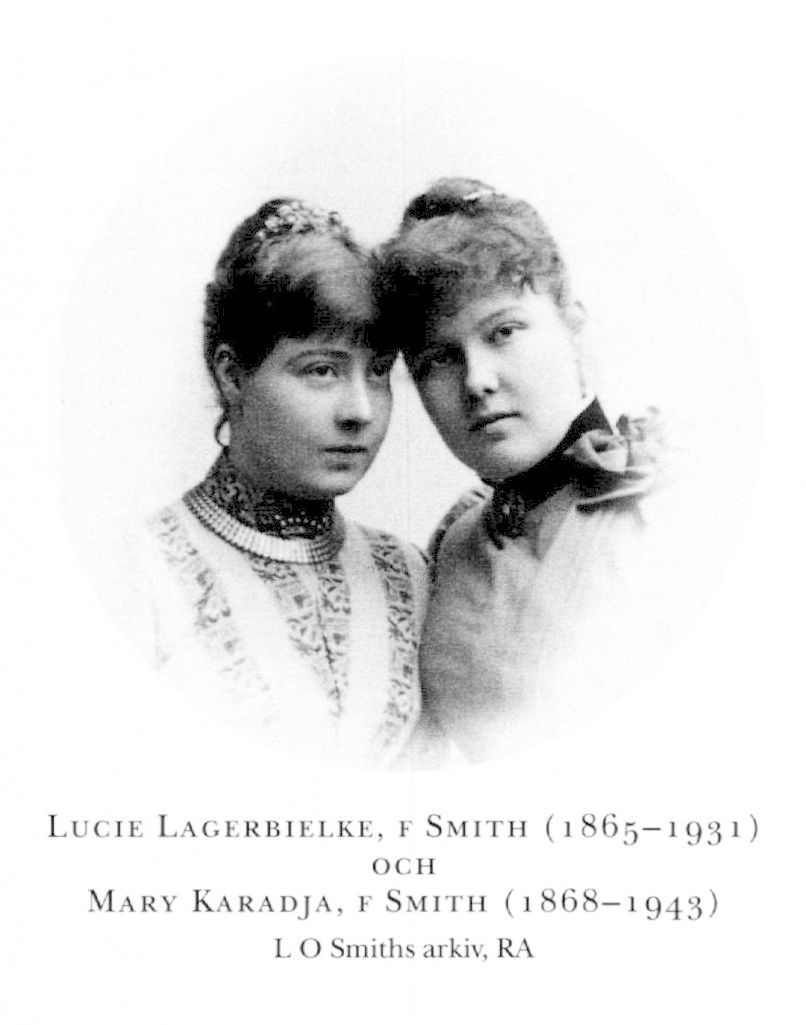
Lucie Lagerbielke och prinsessan Karadja, cirka 1890.

Lucie Lagerbielke, född Smith 14 april 1865 i Stockholm, död där 16 maj 1931, var en svensk friherrinna, författare och målare i akvarell och olja.

## Biografi
Lucie Lagerbielke var dotter till Lars Olsson Smith och Maria Lovisa Collin och från 1882 gift med kaptenen Axel Bengt Henrik Lagerbielke.
Lagerbielke skrev under eget namn och pseudonymer som Tor Delling, Vitus, Pax med ett flertal skrifter i teosofisk och spiritistisk anda som Själens lif (1911), Själens lif ännu en gång (samma år) och Mysteria (1915). Hon var även verksam som skönlitterär författare med romaner som Daniel, ett lifsöde (1913) och En sällsam upplefvelse (samma år). Som konstnär har hon efterlämnat en betydlig konstnärlig produktion av akvareller och oljemålningar. Hon var representerad med ett stort antal oljemålningar i utställningen Nio unga på Liljevalchs konsthall 1932. Hennes konst består av blomsterstilleben, djur och landskapsmålningar.